# أنطونيو دي هيريرا تورداسيا
أنطونيو دي هيريرا تورداسيا (بالإسبانية: Antonio de Herrera y Tordesillas) هو أخباريّ، ومؤرخ، وكاتب العصر الذهبي الإسباني، ومؤلف العمل التاريخي«التاريخ العام لأحداث القشتاليين في الجُزر والأرض اليابسة من بحر المحيط وهم الهنود الغربيون» ويسمى بعقود هيريرا، ويُعد من أفضل الأعمال المكتوبة عن غزو الأمريكتين.
هو الأخباري الأعلى للبلاط الملكي خلال فترة حكم فيليب الثاني ملك إسبانيا، وفيليب الثالث ملك إسبانيا، وأيضاً للهنود. أطلق عليه المؤلف كريستوفر بيرس باستور لقب«أمير المؤرخون عن الهنود». يُعد المؤرخ الأكثر شهرة في عصرهِ، ويتألف عمله من «تاريخ العالم العام»، و«تاريخ البرتغال»، و«وصف الهنود». وأيضاً برز في عمله ترجمة لأعمال مختلفة من اللغة الإيطالية واللاتينية إلى اللغة الإسبانية، وأيضاً أقدم على ترجمة عمله«وصف الهنود الغربيون» إلى اللغة الهولندية.

## السيرة الذاتية
وُلِد بمدينة كويار لإقليم شقوبية، في كنف عائلة ذو نسب نبيل. وهو ابن رودريجو دي توردسياس، وإينس دي هيريرا التي استمد منها لقبه. لازم دراسته الأدبية الأولى في معهد دراسات القواعد اللغوية بمسقط رأسه، وتطورت قدرته الملحوظة على التواصل، وقدرته على العمل التي لا تنضُب وسيتم التحقق منها فيما بعد. في عام 1570م سافر إلى إيطاليا، في خدمة الدوق فسبازيانو غونزاغا واحداً من أبرز الشخصيات في إيطاليا آنذاك. كما زادت معرفته باللغة اللاتينية والتي ساعدته في تعلم الأيطالية. عام 1575م عين جونسجا بمنطقة نافارا بسبب رجوع هيريرا إلى بلادهِ، واستقراره في بنبلونة. ظل هيريرا يتمتع بثقة جونسجا له، وبالرغم من أن هيريرا نقل إقامته إلى البلاط الملكي كرجل من رجال كونسجا، استطاع حل شؤونه مع الملك والبلاط الملكي. واستطاع توسيع دائرة صداقاته، وإقامة علاقة مع شخصيات ذي نفوذ، وتكوين ثروة صغيرة في آن واحد.
في السنوات الأخيرة من حياة جونسجا، قام جونسجا بتقديم أنطونيو دي هيريرا إلى الملك فيليب الثاني كعالم في الشئون التاريخية، وكان هذا نقطة انطلاق في استمرار العلاقة والتي بدأت بمجموعة من الهدايا المميزة، وتقديم أعماله التاريخية إلى شخصيات مهمة.
ومن أوائل هداياه إلى الملك هي ترجمته لعمل مينادوي: تاريخ الحرب بين الأتراك والفُرس.
ألتقى بزوجتهِ الأولى خوانا دي إسبارسَ إي أرتيدا خلال إقامته في بنبلونة، وتزوجا عام 1581م والتي جعلته في مستوى اجتماعي بارزٍ، على الرغم من إنه لم يحقق ثروة هائلة أو أصل كبير، بالرغم من إنه أيضاً كان في طريقه للوصول إلى كل هذا بالفعل. وكانت خوانا دي هيريرا هي نتاج زواجه الأول، وابنته الوحيدة التي توفيت في عمر مبكر عام 1587م بعد وفاة والدتها السيدة خوانا بثلاثة أعوام.
وبعد عِقد من الزمن من كونهِ أرمل، تزوج بزوجته الثانية من مسقط رأسه كويار وهي ماريا دي تورتس إنستروسا من عائلة هينستروسا.

### مرحلته كمؤرخ
خلال سنوات الترمل من زوجته الأولى كرس هيريرا نفسه في توطيد مكانته بالبلاط الملكي، والإستثمار في العقارات الحضرية بمدريد، وأيضاً الكتابة حتى أدرك منصب المؤرخ الأعلى لبلاد الهند عام1596م وقشتالة عام1598.
عام 1601م أُقيم في بلد الوليد بالبلاط الملكي، وهناك واصل نشاطه الخاص بعلم التاريخ والمنتظر مابين ماهو له علاقة بالقصور من جانب، ومن جانب آخر المرتبط بالأقتصاد.
عام 1607م عاد إلى مدريد، وأقام في بيوتٍ من بيوت بورتا دي صول، وتفرغ للاعمال الأدبية حيث كان يستمتع بحياة هادئة وسعيدة. وبالرغم من أحواله الأقتصادية الصعبة التي أدت إلى الاحتجاز على منزله، لكنه استمر في أعماله التاريخية والأدبية حتى وفاته المنية.